# Antoine Demoitié

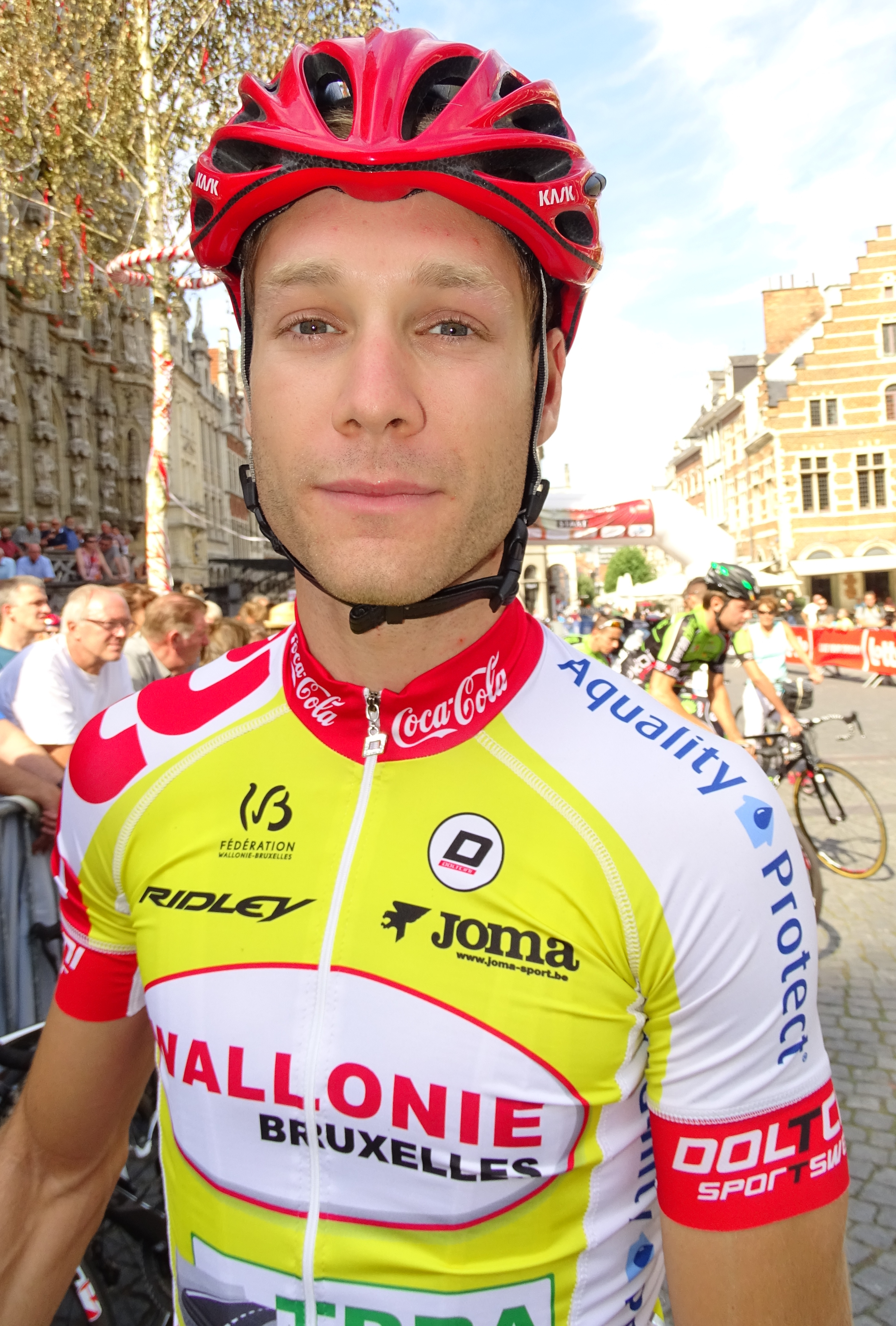
Antoine Demoitié (2015)

Antoine Demoitié (* 16. Oktober 1990 in Lüttich, Belgien; † 27. März 2016 in Lille, Frankreich) war ein belgischer Radrennfahrer. Er starb an den Folgen eines Unfalls während eines Straßenradrennens.

## Leben
Demoitié fuhr 2010 als Stagiaire bei dem belgischen Continental Team Lotto-Bodysol und bekam dort für die folgende Saison einen regulären Vertrag. 2012 fuhr er für Idemasport-Biowanze, für das er eine Etappe bei Le Triptyque des Monts et Châteaux, zwei Etappen beim Carpathian Couriers Path und ein Teilstück bei Triptyque Ardennaise gewann. Außerdem siegte er beim Straßenrennen der Provinzialmeisterschaft Liège. Im Jahr darauf wechselte Demoitié zu Wallonie-Bruxelles und gewann erneut das Straßenrennen der Provinzialmeisterschaft. 2014 erzielte er bei dem Eintagesrennen Tour du Finistère seinen bedeutendsten internationalen Erfolg. Im Jahre 2015 gewann er eine Etappe des Circuit des Ardennes. Nach seinen Engagements bei kleineren Teams erhielt Demoitié im Jahr 2016 einen Vertrag beim Professional Continental Team Wanty-Groupe Gobert und fuhr auch Rennen der UCI WorldTour.
Am 27. März 2016 stürzte Demoitié beim Klassiker Gent–Wevelgem und wurde, noch bevor er aufstehen konnte, von einem Begleitmotorrad angefahren und schwer am Kopf verletzt. Er wurde ins Krankenhaus in Lille eingeliefert, in dem er am selben Tag seinen Verletzungen erlag. Nach Auskunft seines Kollegen Gaëtan Bille auf Twitter soll Demoitié Organspender gewesen sein; drei Patienten hätten seine Organe erhalten.
Nachdem sich in den Monaten zuvor bei Radrennen mehrfach Unfälle mit Begleitmotorrädern ereignet hatten – so hatte etwa der spätere Weltmeister Peter Sagan wegen eines solchen Unfalls die Vuelta a España 2015 verletzt aufgegeben – und deshalb Kritik an deren Fahrweise aufgekommen war, nahm die Teamleitung von Wanty-Groupe Gobert den Motorradfahrer in Schutz. Dieser sei im Gegensatz zu den anderen Unfällen nicht zu schnell gefahren und habe keine Schuld an dem tragischen Vorfall. Der Fahrer sei ein sehr erfahrener, seit 20 Jahren im Radsport tätiger Mann, der noch vergeblich versucht habe, den gestürzten Fahrern vor sich auszuweichen. Diese Darstellung wurde von einem Journalisten, der Augenzeuge war, bestätigt. Die Autopsie konnte nicht bestätigen, dass Demoitié durch den Zusammenprall mit dem Motorrad tödlich verletzt wurde; möglich ist auch, dass er schon bei dem Sturz selbst die schwere Verletzung erlitt, an der er starb. Seine Organe wurden an drei Menschen gespendet.
Angesichts dieses und früherer Unfälle forderten unter anderem die Radsportler Alberto Contador, Daniel Oss und Michael Rogers von den Verbänden UCI und CPA ein strengeres Reglement für die Begleitmotorräder.

## Erfolge
2012

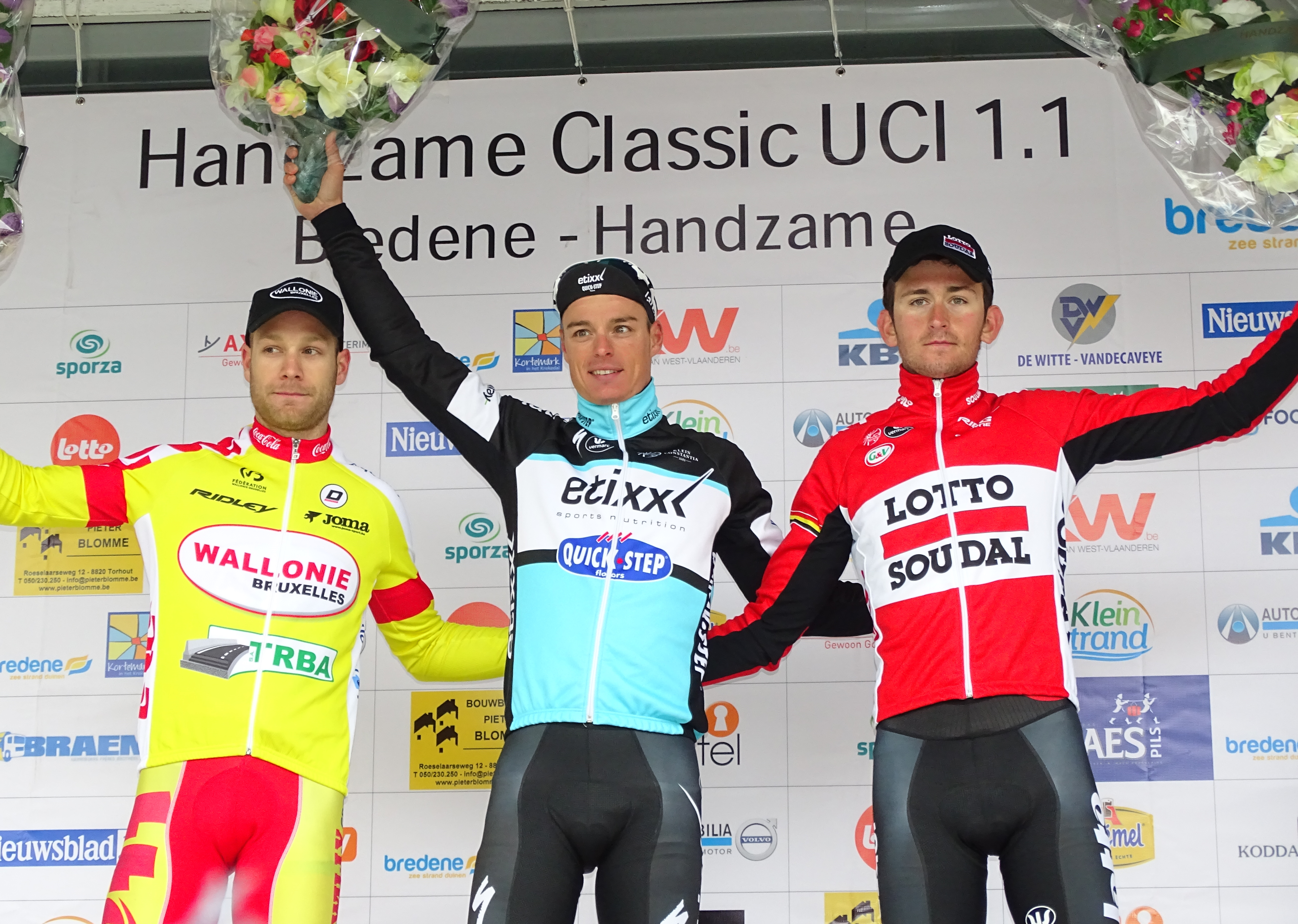
Antoine Demoitié (links) beim Handzame Classic 2015

- eine Etappe Triptyque des Monts et Châteaux
- zwei Etappen Carpathian Couriers Race

2014
- Tour du Finistère

2015
- eine Etappe Circuit des Ardennes

## Teams
- 2010 Lotto-Bodysol (Stagiaire)
- 2011 Lotto-Bodysol Pôle Continental Wallon
- 2012 Idemasport-Biowanze
- 2013 Wallonie-Bruxelles
- 2014 Wallonie-Bruxelles
- 2015 Wallonie-Bruxelles
- 2016 Wanty-Gobert